# Капитанская дочка (мюзикл)
«Капитанская дочка» — российский оригинальный мюзикл Андрея Петрова совместно с дочерью Ольгой на либретто Альбины Шульгиной по мотивам романа А. С. Пушкина «Капитанская дочка», созданный совместно с американцами, и первоначально поставленный в Бостоне по английскому либретто Адель Аронхайм в режиссуре Пола Кандела. Номинант премии Правительства Санкт-Петербурга в области культуры и искусства в 2024 году за создание спектакля

## Сюжет
Молодой дворянин Пётр Гринев вместе с капитанской дочкой Машей Мироновой волею судьбы втянут в исторические события Пугачевского бунта, и проходят стойко испытания, сохранив достоинство, честь и отстояв веру свою в любовь.

## История постановки

### Бостонская консерватория (2002)
В 1995 году американский актёр и продюсер Джордж Уайт, президент Театрального центра Юджина О’Нила, пригласил Андрея Петрова принять участие в российско-американской творческой лаборатории проекта «Играем мюзикл вместе» в Нью-Йорке, посвященной мюзиклу. Композитор привёз «Капитанскую дочку» по мотивам повести А. С. Пушкина с идеей поставить полноценную постановку. Показанные 2-3 фрагменты понравились участникам лаборатории и несколько лет писался полноценный мюзикл в двух странах, английское либретто делала Адель Аронхайм, на русском языке Альбина Шульгина, в 1996—1998 годы американка Элис Торон выявила проблемы пьесы, выступая как режиссёр, была вскоре вынуждена выступить как драматург и сделала стержнем сюжета суд над Гринёвым, но что-то осталось недоделанным. Петров подключил в качестве соавтора дочь Ольгу. Предварительный просмотр прошёл 18 октября. Мировая премьера мюзикла в концертной редакции состоялась в Музыкальном театре Бостонской консерватории с 24 октября до 26 октября 2002 года. Бродвейская певица Кристиан Исдейл сыграла роль Екатерины II. После американской премьеры была создана команда по продвижению на Бродвей, по словам Ольги Петровой, мюзикл показывали пару раз на Бродвее в Нью-Йорке.

### Эрмитажный театр (2003)
Российская премьера полуконцертной версии мюзикла прошла в Эрмитжном театре 22 марта 2003 года в дни празднования 300-летия Петербурга и в Учебном театре на Моховой. Главные роли Гринева, Пугачева, Швабрина и Екатерины Второй исполняли бродвейские солисты, а небольшие и в массовке — студенты Российского государственного института сценических искусств, где на 5 курсе училась внучка композитора — Манана, и Петербургской театральной академии. Прочтение мюзикла, как в Бостоне, осуществлялось почти без костюмов — в чёрных купальниках, без реквизита и декораций. Постановка была окончательно закрыта 5 мая 2018 года. Отрывки из оригинальной версии мюзикла Андрея и Ольги Петровых «Капитанская дочка» входят в программы концертов, организованных Фондом Андрея Петрова в целях сохранения творческого наследия композитора в исполнении Веры Свешниковой, Антона Авдеева и другие.

### Театр «Рок-опера» (2004—2008)
За последующие двадцать лет мюзикл дважды ставился на российских площадках, и версии значительно отличались от оригинала. Специально для своей постановки, Санкт-Петербургский театр «Рок-опера» с разрешения авторов сделал свою, оригинальную версию «Капитанской дочки», аранжировки под рок-оперу, Андрей и Ольга Петровы дополнили новыми музыкальными номерами, и поменял название на «Куда путь держишь, Ваше благородие?», автор либретто по повести в прозе создала «пушкинский» поэтический текст. Мюзикл шел под минусовую электронную фонограмму, без оркестра и сильно сокращенный в постановке Владимира Подгородинского. Премьера состоялась 10 января 2004 года на сцене ДК Горького в Санкт-Петербурге. В 2004 году постановка открывала первый всероссийский театральный фестиваль новых музыкальных проектов «Другие берега» в Новосибирском театре музыкальной комедии. 24 сентября 2006 мюзикл «Капитанская дочка» показали на сцене Одесского театра музкомедии. В 2008 году постановку сняли с репертуара, спектакль был не очень востребован. 25 ноября 2016 года на концерте «Лучшие хиты рок-оперы» ДК Выборгский, Санкт-Петербург, дуэт Гринёва и Мироновой «Прощай» Санкт-петербургского театра «Рок-опера» исполнили Ярослав Баярунас и Анна Позднякова. В марте 2016 года была выпущена аудиозапись спектакля в продажу на 2 часа с участием Авдеева и Поздняковой в главных ролях.

### Московский музыкальный театр «На Басманной» (2012 — н.в.)
22 декабря 2012 года состоялась премьера в жанре рок-оперы в Московском музыкальном театре на Басманной в постановке Жанны Тертеян. Критики отметили «этот спектакль должен называться „Гринев“, в оформлении использованы современные технологии, среди которых лазерные проекции, „Капитанская дочка“ театра „На Басманной“ — это по-настоящему отличный спектакль, удивительным образом совпавший с рекомендациями школьной программы» (по материалам газеты «Театральный курьер» апрель, 2013 год). Композитор Юрий Алябов вместе с музыкальным руководителем профессором Петровым сделали современную аранжировку музыки, балетмейстер из Екатеринбурга добавил в спектакль современной пластики, используется для эффекта бурана снежная пушка и проекции двуглавого орла. «Московский театр проделал большую работу, благодаря которой каждый персонаж необыкновенно правдив, а сюжет захватывает с первой минуты». «Скорее, все же мюзикл, чем рок-опера, поскольку трудно состязаться с „Юноной и Авось“ по накалу страстей, а уж тем более с постановкой „Иисус Христос — суперзвезда“», «балансируя где-то между опереттой и мюзиклом. Спектакль (в немалой степени благодаря первоначальному американскому либретто) получился внятным по сюжету, ярко и выразительно костюмированным и в целом достаточно зрелищным».
Спектакль проходит в ММДМ, в Театральном зале, успешно гастролирует за 2013 год во Владимирской филармонии 22 марта, 15 апреля в Новосибирском театре музыкальной комедии, в московском Мюзик-Холле 7 декабря, 26 мая 2015 в Оренбургском театре музыкальной комедии, 16 апреля 2016 на сцене Драматического театра им. Б. А. Лавренева, 28 октября 2018 в театре «Русская песня». 30 сентября 2013 года спектакль на втором всероссийском театральном фестивале новых музыкальных проектов «Другие берега» в Новосибирском театре музыкальной комедии стал «из пяти просмотренных спектаклей показался самым интересным в плане режиссуры». В Вильнюсе (Литве) 18 и 19 октября в здании Русского драматического театра.

### Санкт-Петербургский театр музыкальной комедии (2024 — по н. в.)
Спустя годы просьб авторам и наследникам Петрова удалось поставить «увлекательный и красивый спектакль», мюзикл к 225-летию со дня рождения А. С. Пушкина в петербургском театре музыкальной комедии, затронув «понятие чести и достоинства, верности долгу и Отечеству» в постановке Игоря Коняева. Премьера состоялась 26 сентября 2024 года. Либретто мюзикла было практически полностью переработано Олегом Солодом (проза) и Сусанной Цирюк (стихотворные номера), сценографию, оригинальные декорации и костюмы, создала Ольга Шаишмелашвили. Музыку написал композитор Андрей Петров, работая в США, автор либретто — американец, потому трудности с авторскими правами разрешились только сейчас, когда написали новое либретто, новые стихи, новую музыкальную партитуру и современную оркестровку дочь композитора Ольга Петрова и музыкальный руководитель, дирижёр постановки Алексей Нефедов. «Волшебная музыка великого композитора, отличный сценарий, игра актёров — Петербург может гордиться шикарной премьерой.». Мюзикл 29 августа приял участие в городском проекте «Театральный Петербург на книжных аллеях» и 2 сентября арии и дуэты из мюзикла «Капитанская дочка» прозвучали в рамках ежегодного концерта ко дню рождения композитора Андрея Петрова «Все в сад!». В первом концерте в исполнении Полины Беляевой, Максима Казакова, Вячеслава Рязанова, во втором — Кирилла Гордеева, Романа Дряблова, Алины Латыповой, Максима Казакова.

## Критика
«Режиссёр Игорь Коняев преподнес сюжет практически в морализаторском стиле, размышляя о таких понятиях, как честь, совесть и нравственность, с позиции русского национального характера. ПСпектакль захватывает крепкой драматургией и ещё более — качеством музыки. Музыкальные номера представляют собой летопись, флешбэки, всплывающие из прошлого и становящиеся портретами персонажей». «Сложная музыкальная драматургия „Капитанской дочки“, с многочисленными ариями и ансамблями, мощными лирическими темами и лейтмотивами, развивается к финалу, во втором действии вырастая чуть не в рок-оперу». «В какой-то степени „Капитанская дочка“ продолжает репертуарную линию театра, начатую „Петром I“ — линию мюзиклов на темы русской истории». «Действие построено таким образом, что зритель оказывается в двухмерном пространстве, где герои существуют одновременно в разных реальностях. Смешение и быстрая смена картин прошлого и настоящего требует от актёров особой концентрации и мгновенной психологической перестройки». «Музыка, дополненная и поддержанная Ольгой Петровой, „Капитанской дочке“ не только не навредила, но придала ей вполне современное звучание».

## Список песен и номеров

### Театр «Рок-Опера»
| Акт I - «Пролог» - «Бал в Зимнем Дворце» - «Граф Панин» - «Екатерина» - «Встреча с Пугачевым» - «Постоялый двор» - «Тайная песня двух разбойников» - «Гринев, Савельич, Пугачев» - «В крепости» - «Швабрин» - «Диалог Гринева и Василисы Егоровны» - «Маша (вальс)» - «В гостях у Мироновых» - «Гринев (романс)» - «Дуэль» - «Маша (песня)» - «Маша и Гринев (дуэт)» - «Разбойник близко» - «Прощание» - «Песня о благородном разбойнике» - «Финал 1-го акта» | Акт II - «Хор разбойников» - «Разговор Пугачева и Гринева» - «Баллада об орле и вороне» - «Молитва Маши» - «Швабрин, Гринев, Пугачев и Маша» - «Свадьба» - «Савельич и Пугачев» - «Путь домой (арест)» - «Трибунал» - «Ария Гринева» - «Приговор» - «Царское село» - «Эпилог (1 часть)» - «Эпилог (2 часть)» |

24 марта 2016 года была выпущена аудиозапись актёрского состава с участием оригинального петербургского каста, которая содержала 35 песен, включая бонус-трек «Эпилог 1 и 2».

### Санкт-Петербургский театр музыкальной комедии
| Акт I - «Обращение к народу» — Екатерина II, ансамбль - «Дворянская честь» — Андрей Гринёв, Авдотья Гринёва, Гринёв - «Пусть бросают камни» — Пугачёв - «Красный кафтан» — Пугачёв - «В Белогорской крепости» — Василиса Миронова, Иван Миронов - «Живём как живём» — Швабрин, Гринёв - «Боюсь» — Маша Миронова - «Вирши Гринева» — Гринёв, Швабрин - «Признание» — Гринёв - «Единственный сын» — Андрей Гринёв, Авдотья Гринёва, Савельич, Гринёв - «Родители наши» — Миронова, Гринёв - «Прощай» — Миронова, Гринёв | Акт II - «Вольный казак» — Пугачёв - «Уговоры Швабрина» — Швабрин, Миронова - «Молитва» — Маша Миронова - «Орёл и ворон» — Пугачёв - «Квартет» — Пугачёв, Екатерина II, Гринёв, Миронова - «Суд» — Швабрин, Гринёв, Миронова, Екатерина II, Генерал - «Патриот» — Гринёв - «Справедливость Екатерины» — Екатерина II, Пугачёв - «Я тебя люблю» — Гринёв, Миронова |

## Действующие лица и исполнители
- Пётр Андреевич Гринёв, дворянин, прапорщик
- Андрей Петрович Гринёв, его отец (отсутствует в двух ранних версиях 2004 и 2012 гг.)
- Авдотья Васильевна Гринёва, его мать (отсутствует в двух ранних версиях 2004 и 2012 гг.)
- Архип Савельич, слуга Гринёва
- Иван Кузьмич Миронов, комендант Белогорской крепости
- Василиса Егоровна Миронова, его жена
- Маша Миронова, их дочь
- Алексей Иванович Швабрин, офицер белогорского гарнизона
- Емельян Пугачёв, казак, самозванец под именем Петра III
- Екатерина II, императрица
- Генерал, начальник секретной комиссии (используется в версии музкомедии)
- Григорий Орлов (используется в версии 2004 г.)
- Граф Панин (используется в версии 2004 г.)
- Хлопуша, адъютант Пугачева (используется в двух ранних версиях 2004 и 2012 гг.)
- Гулящая девка Катька (используется в версии 2004 г.)
- Палашка (используется в версии 2004 г.)
- Кромешник (используется в версии 2004 г.)
- Бесы, пугачевцы, солдаты, судьи

| Персонаж          | Театр «Рок-Опера» (2004)                                                                             | Театр «На Басманной» (2012) | Петербургский театр музыкальной комедии (2024) |
| ----------------- | --- | --- | --- |
| Пётр Гринёв       | Антон Авдеев                                                                                         | Евгений Петиш | Роман Дряблов, Вячеслав Рязанов, Никита Брага |
| Маша Миронова     | Анна Позднякова                                                                                      | Ирина Елисеева | Полина Беляева, Алина Латыпова, Дарья Январина |
| Емельян Пугачёв   | Рафик Кашапов, Роман Никитин                                                                         | Павел Бадрах | Дмитрий Ермак, Кирилл Гордеев |
| Алексей Швабрин   | Вячеслав Ногин, Кирилл Смирнов                                                                       | Александр Кольцов | Максим Казаков, Даниил Пауков, Антон Авдеев |
| Архип Савельич    | Александр Кавин, Владимир Дяденистов                                                                 | Александр Юдин | Иван Корытов, Андрей Матвеев, Владимир Яковлев |
| Иван Миронов      | Александр Кавин                                                                                      | Геннадий Землянский | Павел Григорьев, Дмитрий Петров, Владимир Яковлев |
| Василиса Егоровна | Галина Павлова, Алла Кожевников                                                                      | Ирина Баженова | Елена Забродина, Надежда Кармаева |
| Андрей Гринёв     | Н/Д                                                                                                  | Н/Д | Владимир Самсонов, Василий Глухов |
| Авдотья Гринёва   | Н/Д                                                                                                  | Н/Д | Оксана Крупнова, Наталья Савченко |
| Екатерина II      | Алла Кожевникова, Елена Ульянова                                                                     | Анжелика Зарьева | Манана Гогитидзе, Лика Рулла |
| Генерал           | Н/Д                                                                                                  | Н/Д | Антон Мошечков, Владимир Ярош |
| Хлопуша           | Роман Никитин                                                                                        | Алексей Белоус | Н/Д |
| Григорий Орлов    | Глеб Драчёв                                                                                          | Н/Д | Н/Д |
| Граф Панин        | Богдан Вивчаровский                                                                                  | Н/Д | Н/Д |
| Катька            | Оксана Баранова, Светлана Муратова                                                                   | Н/Д | Н/Д |
| Палашка           | Наталия Журба, Светлана Муратова                                                                     | Н/Д | Н/Д |
| Кромешник         | Александр Трофимов                                                                                   | Н/Д | Н/Д |
| Ансамбль          | Оксана Баранова, Наталия Журба, Светлана Муратова, Галина Павлова, Ирина Полевская, Наталья Улейская | Екатерина Юркова, Олеся Петровская, Ольга Сударенкова, Алексей Белоус, Дмитрий Опаричев, Святослав Иванов, Арсений Черепанов, Александр Примаков, Евгений Якушевский | Александра Адасько, Владислава Козловская, Вероника Крашенинникова, Анастасия Посредникова, Юлия Резнор, Анна Черезова, Александра Чехова, Макар Гараев, Василий Глухов, Эльдар Джемилев, Александр Канев, Роман Прудников, Марат Рамов, Андрей Сунцов, Павел Гришин, Иван Киселев, Даниил Пауков, Арсений Скурихин, Анатолий Оглоблин, Дмитрий Суслов, Антон Степанов |

- Бостонская консерватория. Постановочная команда. Премьера: 24-26 октября 2002 года.

(Театральный центр Юджина О’Нила представляет чтение продолжающегося российско-американского сотрудничества)
- - Режиссёр: Нил Донохью
  - Музыкальное руководство: Уильяма Кейси
  - Хореограф: Мишель Шасс
  - Дирижёр: Рубен Рейнольдс III
  - Оркестровка: Альберта Аронхейма
  - Сценограф: Джилл Макфарлейн
  - Художник по свету: Джон Р. Малиновский
  - Костюмер: Дэвид Коста-Кабрал
  - Звукорежиссёр: Билл Роворт
  - Режиссёр боя: Эдвард Итон
  - По мотивам повести Александра Пушкина.
  - Книга и тексты песен на английском языке: Адель Аронхейм
  - Музыка: Андрея Петрова и Ольги Петровой.
  - Избранные песни на русские стихи Альбины Шульгиной и Виталия Гордиенко.

(Некоторые материалы основаны на работах российских либреттистов Альбины Шульгиной и Виталия Гордиенко на русском языке).
- Постановочная команда (Санкт-Петербургский театр «Рок-Оперы», 2004)[49]
  - Режиссёр-постановщик — Владимир Подгородинский
  - Музыкальный руководитель — Владимир Калле
  - Художник-постановщик — Галина Корбут
  - Аранжировка — Владимир Калле
  - Звукорежиссёры — Дмитрий Бирюков, Алексей Родичев
  - Художник по свету — Пётр Пчелинцев, Глеб Затеев
  - Балетмейстер — Николай Реутов
  - Либретто — Альбина Шульгина
  - Композиторы — Андрей Петров, Ольга Петрова

- Постановочная команда (Московский музыкальный театр «На Басманной», 2012)[50]
  - Режиссёр-постановщик — Жанна Тертерян
  - Аранжировщик — Юрий Алябов
  - Дирижёр-постановщик — Валерий Петров
  - Художник по свету — Денис Солнцев
  - Балетмейстер — Ирина Левакова
  - Художник-постановщик — Игорь Капитанов
  - Хореограф-постановщик — Александр Петражицкий
  - Художник по костюмам — Наталья Спасская
  - Художник по свету — Андрей Черкасов
  - Концертмейстер — Евгения Грецкая
  - Либретто — Альбина Шульгина
  - Композиторы — Андрей Петров, Ольга Петрова
  - Автор сценического проекта — Жанна Тертерян
  - Стихи — Альбина Шульгина

- Постановочная команда (Санкт-Петербургский театр музыкальной комедии, 2024)[51]
  - Режиссёр-постановщик — Игорь Коняев
  - Музыкальный руководитель и дирижёр — Алексей Нефёдов
  - Сценограф — Ольга Шаишмелашвили
  - Художник по свету — Денис Солнцев
  - Балетмейстер — Мария Кораблева
  - Постановщик сценического боя — Максим Пахомов
  - Саунд-дизайнер — Артем Косачев
  - Ассистенты режиссёра — Оксана Антоненко, Манана Гогитидзе[52]
  - Ассистенты балетмейстера — Иван Дремин, Искандер Фахрутдинов
  - Ассистент музыкального руководителя по вокалу — Елена Буланова
  - Ассистент сценографа по костюмам — Варвара Плетнева
  - Ответственный концертмейстер — Ольга Бронских
  - Либретто — Олег Солод
  - Композиторы — Андрей Петров, Ольга Петрова
  - Стихи — Сусанна Цирюк

## Награды и фестивали
| Год  | Награда                     | Категория                                      | Номинант                              | Результат |
| ---- | --------------------------- | ---------------------------------------------- | ------------------------------------- | --------- |
| 2025 | «Музыкальное сердце театра» | Лучший спектакль                               | Лучший спектакль                      | Номинация |
| 2025 | «Музыкальное сердце театра» | Лучший продюсер                                | Юрий Шварцкопф                        | Номинация |
| 2025 | «Музыкальное сердце театра» | Лучшая исполнительница главной роли            | Алина Латыпова (Маша Миронова)        | Номинация |
| 2025 | «Музыкальное сердце театра» | Лучший исполнитель главной роли                | Дмитрий Ермак (Емельян Пугачев)       | Номинация |
| 2025 | «Музыкальное сердце театра» | Лучшая пьеса (автор/перевод)                   | Олег Солод                            | Номинация |
| 2025 | «Музыкальное сердце театра» | Лучший текст песен (автор/перевод)             | Сусанна Цирюк                         | Номинация |
| 2025 | «Музыкальное сердце театра» | Лучшая музыка (композитор)                     | Андрей Петров, Ольга Петрова          | Номинация |
| 2025 | «Музыкальное сердце театра» | Лучший музыкальный руководитель                | Алексей Нефёдов                       | Номинация |
| 2025 | «Музыкальное сердце театра» | Лучший дирижёр                                 | Алексей Нефёдов                       | Номинация |
| 2025 | «Музыкальное сердце театра» | Лучшая сценография (художник-сценограф)        | Ольга Шаишмелашвили                   | Номинация |
| 2025 | «Музыкальное сердце театра» | Лучшие костюмы (художник по костюмам)          | Ольга Шаишмелашвили                   | Номинация |
| 2025 | «Музыкальное сердце театра» | Лучшее световое оформление (художник по свету) | Денис Солнцев                         | Номинация |
| 2025 | «Золотой софит»             | Лучший спектакль в оперетте и мюзикле          | Лучший спектакль в оперетте и мюзикле | Номинация |
| 2025 | «Золотой софит»             | Лучшая женская роль в оперетте и мюзикле       | Дарья Январина (Маша Миронова)        | Номинация |
| 2025 | «Золотой софит»             | Лучшая мужская роль в оперетте и мюзикле       | Кирилл Гордеев (Емельян Пугачёв)      | Номинация |
| 2025 | «Золотой софит»             | Лучшая мужская роль в оперетте и мюзикле       | Роман Дряблов (Пётр Гринёв)           | Номинация |